# 石橋朋子
石橋 朋子（いしばし ともこ）は、日本の女性声優。主にアダルトゲームやアダルトアニメに声をあてている。代表作は『君が望む永遠』の速瀬水月役。

## 人物・経歴
『君が望む永遠』（ゲーム版・テレビアニメ版）では、メインヒロインの1人である速瀬水月役を演じた。テレビアニメ版の収録では、演じている内に自然に水月の気持ちになって、水月が乗り移ったかのようだったという。また、学生時代（第1〜2話）の明るい水月と、第3話以降の暗くジメジメした水月の変化を演じるのに苦労したと語っている。

## 出演

### テレビアニメ
- 君が望む永遠（2003年、速瀬水月[3][1][2]）

### アダルトアニメ
- 妹でいこう!（2003年、倉橋美織）
- 人妻凌辱参観日 第一話 お遊戯する人妻（2005年、三上久美子）

### アダルトゲーム
- 君が望む永遠（2001年、速瀬水月）
  - 君が望む永遠〜DVD specification〜（2003年、速瀬水月）
  - 君が望む永遠〜special FanDisk〜（2004年、速瀬水月）
  - 君が望む永遠〜Latest Edition〜（2008年、速瀬水月[4]）
- 妹でいこう!（2002年、倉橋美織）
- アズラエル（2002年、平坂いずみ）
- TALK to TALK（2002年、瓜生樹里）
- エンゲージ〜お姉様と私〜（2005年、マリー・オーキス、薫子）
- マブラヴ オルタネイティヴ（2006年、速瀬水月）
- マブラヴ ALTERED FABLE（2007年、速瀬水月）
- マブラヴラジオ ADV（2010年、速瀬水月）
- マブラヴ オルタネイティヴ クロニクルズ 告白（2011年、速瀬水月）

### 一般向ゲーム
- 君が望む永遠（2002年、速瀬水月）※DC版
  - 君が望む永遠〜Rumbling hearts〜（2003年、速瀬水月）

### ドラマCD
- 君が望む永遠 Dramatheater vol.1 - 4（2001年 - 2002年、速瀬水月）

### ラジオ
- 君のぞらじお（2003年 - 2005年、ラジオ大阪・TBSラジオ）- レギュラー出演。しかし、終盤で番組から卒業している。

#### ラジオCD
- 君のぞらじお CD1（2004年3月24日）
- 君のぞらじお 総集編 vol.01、02（2005年10月28日、12月19日）
- PC âge CD-ROM2 vol.1、2

## ディスコグラフィ

### キャラクターソング
| 発売日         | 商品名                                                   | 歌                                         | 楽曲                                | 備考                                                 |
| -------------- | -------------------------------------------------------- | ------------------------------------------ | ----------------------------------- | ---------------------------------------------------- |
| 2001年10月30日 | 君が望む永遠 Dramatheater vol.1                          | 涼宮遙（栗林みな実）、速瀬水月（石橋朋子） | 「Rumbling hearts（twin-vo ver.）」 | ゲーム『君が望む永遠』関連曲                         |
| 2003年8月31日  | Blue tears                                               | 速瀬水月（石橋朋子）                       | 「Blue tears（水月version）」       | ゲーム『君が望む永遠 DVD specification』アバン主題歌 |
| 2003年11月27日 | 君が望む永遠 Character Image Song series Portrait*1 水月 | 速瀬水月（石橋朋子）                       | 「遠い夏の日」 「silver ring」      | テレビアニメ『君が望む永遠』関連曲                   |